# آلان كارون
آلان كارون هو لاعب هوكي الجليد كندي، ولد في 27 أبريل 1938 في دولبو ميستاسيني في كندا، وتوفي في 18 ديسمبر 1986 في شيكوتيمي في كندا.

## وصلات خارجية
- آلان كارون على موقع دوري الهوكي الوطني (الإنجليزية)
- آلان كارون على موقع قاعة مشاهير الهوكي (لاعب أن.إتش.أل) (الإنجليزية)
- آلان كارون على موقع EliteProspects.com (الإنجليزية)
- آلان كارون على موقع HockeyDB.com (الإنجليزية)
- آلان كارون على موقع Hockey-Reference.com (الإنجليزية)